# Биссон, Терри
Те́рри Бэ́ллантайн Би́ссон (англ. Terry Ballantine Bisson; 12 февраля 1942 года, Мадисонвилл, Кентукки, США — 10 января 2024 года, Беркли, Калифорния, США) — американский писатель, работавший в жанрах научной фантастики и фэнтези. Наиболее известен как автор рассказов, не одно десятилетие Биссон занимал первые позиции во всевозможных рейтингах научно-фантастических рассказов.

## Биография
Терри Бэллантайн Биссон родился 12 февраля 1942 года в Мадисонвилле и вырос в Оуэнсборо в Кентукки.
Закончил Луисвиллский университет в 1964 году со степенью бакалавра. В конце 1960-х Биссон перебрался в Нью-Йорк, где начал писать сценарии для комиксов («Крипи» и «Жуть»), сочинял для таблоидов, работал редактором журнала «Паутина ужаса». В 1970 году он увлёкся идеологией хиппи и четыре года жил в коммуне «Красные Рокеры» в горах Колорадо, работал автомехаником.
В 1976 году возвращается в Нью-Йорк, где начинает работать редактором в издательствах «Беркли» и «Эйвон». В 1985 году Биссон, определяющий себя как «нового левого», совместно с Джуди Дженсен создаёт «революционную службу по заказу книг по почте» (Jacobin Books) и возглавляет её в течение пяти лет. В середине 1990-х он получает должность консультанта в издательстве «Харпер-Коллинз».
С 2002 года Биссон проживал в Окленде (Калифорния).
Терри Биссон скончался 10 января 2024 года.

## Творчество
Первый свой рассказ Терри Биссон написал  в колледже. Рассказ назывался  «Джордж»  и выиграл конкурс журнала Story, принеся автору приз в 50 долларов. Затем на протяжении двадцати лет он не писал никаких рассказов, до тех пор пока не стал писателем-фантастом. Первой публикацией Терри является  «Через плоскогорье»  (1979), а в 1981 году в издательстве  Pocket Books  вышел дебютный роман Биссона «Миротворец». Самым известным рассказом, принёсшим Биссону сразу несколько престижных НФ-премий, считается рассказ  «Медведи познают огонь», где странным поворотом эволюции медведи превращаются в разумных существ.
Рассказы Биссона регулярно появляются в  Playboy,  Asimov’s Science Fiction, на SciFi.com и в Fantasy & Science Fiction. Он публиковался в Nation, Glamour,  Automotive News,  New York Newsday, Los Angeles Times, The Washington Post и других изданиях. По его текстам ставят спектакли, а кинокомпания «Юнивёрсал» сохраняет за собой права на экранизацию «Бороздящих вечность».
Перу Терри Биссона принадлежат несколько романов, среди которых «Огонь на горе» (англ. Fire on the Mountain, 1988) и «Путешествие на Красную планету» (англ. Voyage to the Red Planet, 1990). Новелла книжного размера «Дорога Эбби» (2003), изданная в Англии, номинировалась на Британскую премию НФ (BSFA).
Терри Биссон завершил последний роман умершего Уолтера Миллера-мл. «Святой Лейбовиц и Дикая Лошадь» (англ. Saint Leibowitz and the Wild Horse Woman, 1997), дописав примерно 20 % текста.
Биссон является автором новеллизаций таких фильмов, как «Джонни Мнемоник», «Виртуозность», Пятый «элемент», «Чужой-4: Воскрешение», «Галактическое путешествие» и «Шестой день», а также одного из эпизодов сериала «Секретные материалы» — «Чудотворец».
Вместе со Стефани Спиннер   Биссон написал детские приключенческие НФ-романы «Будь первым во Вселенной» (2000) и «Срок годности: Никогда!» (2001). В 1997 году под псевдонимом Брэд Квентин   были изданы три романа из детского сериала «Приключения Джонни» (англ. Jonny Quest). В 1998—1999 были изданы шесть книжек в другой детской серии «NASCAR: Pole Position», последние три в соавторстве с Недом Веббом. Изданы они под псевдонимом Т. Б. Кэлхун.
Также Биссон написал две книги о трудном детстве известного «охотника за головами» Боба Фетта из «Звёздных войн» («Боба Фетт: Борьба за выживание», 2002 и «Боба Фетт: Перекрёстный огонь», 2003).
Биссон адаптировал для комиксов книги У. Гибсона, Г. Бира, Джейн Остин, Дж. Розенберга, У. Шекспира, Р. Желязны и Энн Маккэфри.

## Произведения
Наиболее известные в России рассказы Биссона:

| - «Медведи открывают огонь» (англ. Bears Discover Fire), 1990; - «Жми на „Энн“» (англ. Press Ann), 1991; - «Целиком из мяса», он же «Они сделаны из мяса» (англ. They're Made Out of Meat), 1991; - «Зигзаг мертвеца» (англ. Dead Man's Curve), 1994; - «Скажи им, что они дерьмо, и пусть идут в задницу!» (англ. Tell Them They Are Full of Shit, And They Should Fuck Off), 1994; - «Чужое шоу», он же «Шоу Джо» (англ. The Joe Show), 1994; - «10:07:24» (англ. 10:07:24), 1995; - «Смерти нет» (англ. There Are No Dead), 1995; - «Комната наверху», он же «Путь из верхнего зала» (англ. In the Upper Room), 1996; - «На краю Вселенной» (англ. The Edge of the Universe), 1996 год — в России публиковался в журнале «Если»; - «Служебный роман», он же «Офисный роман» (англ. An Office Romance), 1997; - «Плейер», он же «Звучащий» (англ. The Player), 1997; - «Самый первый огонь» (англ. First Fire), 1998; | - «В церковь — только вовремя!» (англ. Get Me to the Church on Time), 1998; - «Инцидент в Оук-Ридже» (англ. Incident at Oak Ridge), 1998; - «Не та Вирджиния» (англ. Not This Virginia), 1999; - «Укротитель» (англ. Smoother), 1999; - «Плезентвильский монстр» (англ. The Pleasantville Monster Project: A Film), 1999; - «Маки», он же «Мак и другие» (англ. Macs), 1999 год; - «Любить Люси» (англ. He Loved Lucy, он же англ. Laky), 2000; - «Комната наверху и другие истории» (англ. In the Upper Room & Other Likely Stories, сборник рассказов), 2000; - «Старьёвщик» (англ. The Pickup Artist), 2001; - «Ангелы Чарли» (англ. Charlie's Angels), 2001 год; - «Почти дома» (англ. Almost Home), 2003; - «Дорогое аббатство» (англ. Dear Abbey), 2003; - «Честное скаутское» (англ. Scout's Honor), 2004; |

## Награды
- 1990 год — Премия «Небьюла» (англ. Nebula Award), в номинации Рассказ (Short Story) за Медведи познают огонь (англ. Bears Discover Fire, 1990).
- 1991 год — Премия (читательская) Азимова (англ. Asimov's Readers' Awards), в номинации Рассказ (Short Story) за Медведи познают огонь (англ. Bears Discover Fire, 1990).
- 1991 год — Премия «Хьюго» (англ. Hugo Award), в номинации Рассказ (Short Story) за Медведи познают огонь (англ. Bears Discover Fire, 1990).
- 1991 год — Мемориальная премия им. Теодора Старджона в номинации Лучший НФ-рассказ за Медведи познают огонь (англ. Bears Discover Fire, 1990).
- 1991 год — Премия «Локус» (англ. Locus Award), в номинации Рассказ (Short Story) за Медведи познают огонь (англ. Bears Discover Fire, 1990).
- 1993 год — Phoenix Award[англ.], за писательский вклад в НФ-литературу.
- 2000 год — Премия «Локус» (англ. Locus Award), в номинации Рассказ (Short Story) за Маки (англ. Macs, 1999)
- 2000 год — Премия «Небьюла» (англ. Nebula Award), в номинации Рассказ (Short Story) за Маки (англ. Macs, 1999)
- 2006 год — экранизация рассказа Они сделаны из мяса (снята англ. Stephen O'Regan's film) победила на фестивале короткометражных фильмов НФ-жанра (англ. SF Short Film Festival) в Сиэтле.